# Io ti avrò
Io ti avrò è un album del cantante italiano Mauro Nardi del 1989 contenente 10 brani in lingua napoletana.

## Tracce
1. Io ti avrò – 3:07 (A. Casaburi - F. Percopo - F. Staco)
2. Me songhe 'nnammurato 'e te – 4:01 (A. Casaburi - F. Percopo - R. Ferrato)
3. Canzone d'estate – 3:31 (A. Casaburi - F. Percopo - R. Ferrato)
4. Ammore arrubbato – 3:36 (A. Casaburi - F. Percopo - R. Ferrato)
5. E me ne torne sulo – 4:09
6. Stasera – 3:51
7. Come va – 3:52
8. Mozzarella della spiaggia – 3:30 (A. Casaburi - F. Percopo - F. Staco)
9. Vicino 'o mare – 3:57
10. Cara mammà – 3:24